# Anna Premoli
Anna Premoli (Croacia, 1980) es una escritora de origen croata y con nacionalidad italiana.

## Biografía
Nació en Croacia, pero en 1987 se fue a vivir a Italia. Es licenciada en Economía por la Universidad Bocconi, y ha desarrollado su carrera profesional en el JPMorgan Chase y, posteriormente, en un banco mercantil.
El 21 de julio de 2013 ganó la 61.ª edición del Premio Bancarella, galardón otorgado por un jurado de doscientos libreros, con la novela de género chick-lit Por favor, déjame odiarte, imponiéndose a Maurizio De Giovanni, Vanna De Angelis, Ugo Moriano, Bruno Morchio, M.J. Heron.

## Obras
1. Por favor, déjame odiarte, Principal de los Libros 2016 (Ti prego, lasciati odiare, Newton Compton 2012)
2. Come inciampare nel principe azzurro, Newton Compton 2013
3. Fiché amore non ci separi, Newton Compton 2014
4. Tutti i difetti che amo di te, Newton Compton 2014
5. Un giorno perfetto per innamorarsi, Newton Compton 2015
6. L'amore non è mai una cosa semplice, Newton Compton 2015